# Urceolina urceolata
Urceolina urceolata är en amaryllisväxtart som först beskrevs av Hipólito Ruiz López och Pav., och fick sitt nu gällande namn av Paul Friedrich August Ascherson och Karl Otto Robert Peter Paul Graebner. Urceolina urceolata ingår i släktet Urceolina och familjen amaryllisväxter. Inga underarter finns listade i Catalogue of Life.

## Bildgalleri

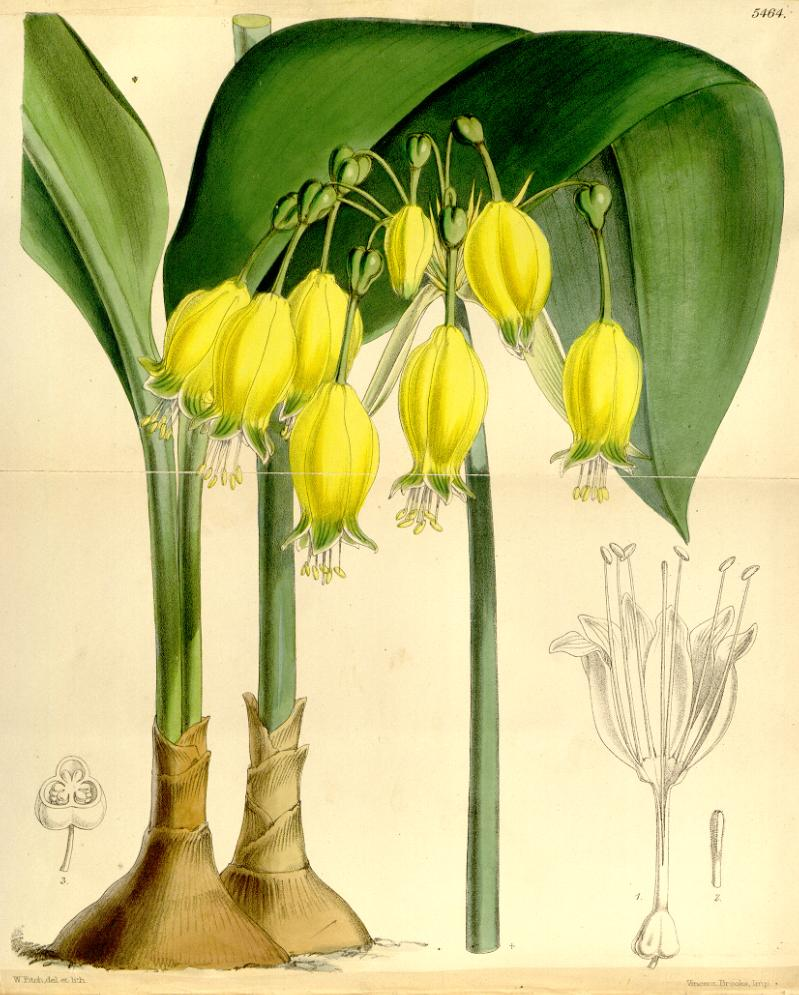